# Schwartenberg
Der Schwartenberg ist mit 787,4 m ü. NHN einer der höchsten Berge im Osterzgebirge. Der zum Naturpark Erzgebirge/Vogtland gehörende Berg befindet sich östlich von Olbernhau zwischen den Gemeinden Neuhausen im Norden und Seiffen im Südwesten. Sein Gipfel liegt auf der Gemarkung von Neuhausen im sächsischen Landkreis Mittelsachsen.

## Geologie
Der Schwartenberg ist wie der nächsthöhere, etwa drei Kilometer südlich gelegene 822,9 m ü. NHN hohe Ahornberg ein von der Tiefenerosion losgelöster, zerfurchter und erniedrigter Rest der Hochfläche des Erzgebirgskammes. Er besteht in der Hauptsache aus grauem Gneis, der auf dem Gipfel feinkörnig, dicht und mit einem geringen Anteil von Feldspat ansteht. Dies bewirkt die vergleichsweise Härte, mit der der Gipfel der Erosion widerstand. Insbesondere vom Flöhatal aus gesehen dominiert der freistehende Schwartenberg das Landschaftsbild, obwohl er nicht die höchste Erhebung im Umfeld von Neuhausen und Seiffen ist.

## Name
Auf der von Matthias Oeder im Zuge der ersten sächsischen Landesvermessung 1605 angefertigten Karte des Schwartenberggebietes erscheint der Berg dicht bewaldet, trägt aber noch keinen Namen. Auf dem 1786 im Zuge der topographischen Landesaufnahme unter Friedrich Ludwig Aster erstellten Meilenblatt ist bereits der Name „Schwarten-Berg“ verzeichnet.
Für die Herkunft des heutigen Namens gibt es verschiedene Erklärungen:
- Ableitung von einem ehemals hier betriebenen Bergwerk, welches 1737 als Fundgrube, die Schwardte genannt wurde,[4]
- Ableitung vom hier gewonnenen Nutzholz, welches man als Brennschwarten bezeichnete,[5]
- Ableitung vom harten und bewaldeten Gesteinsuntergrund (in Anlehnung an die auch als Schwarte bezeichnete Kopfhaut).[2]

1779 bestieg Kaiser Joseph II. die damals unbewaldete Felsenkuppe während einer Reise durch das benachbarte Böhmen. In Erinnerung an die Besteigung wurde der Schwartenberg in zeitgenössischen Quellen auch als Kaiserstein bezeichnet.

## Bergbaude
Aufgrund der weiten Rundumsicht kamen bereits 1893 erste Pläne zur Errichtung einer Bergbaude auf dem Gipfel des Schwartenberges auf. Nach dem Ersten Weltkrieg erwarb der Erzgebirgsverein ein entsprechendes 4.960 m² großen Grundstück zum Preis von 868,- Mark. Die Umsetzung der Pläne verzögerte sich aber wegen der Inflation der Nachkriegszeit. Dem Drängen des Zweigvereins Osterzgebirge war es zu verdanken, dass der Hauptverein 1925 den Bau eines Gipfelhauses beschloss. Weitere Grundstücke wurden erworben, ein Wünschelrutengänger legte den Standort des Brunnens fest und die Gemeinde Neuhausen ließ bis Juli 1926 eine Straße auf den Gipfel errichten. Über eine Anleihe von 40.000,- Mark konnte bis Herbst 1926 der Rohbau errichtet werden. Am 30. und 31. Juli 1927 wurde auf dem Schwartenberg die Weihe des Unterkunftshauses vorgenommen. Jahrzehntelang gehegte Wünsche und Bestrebungen der Zweigvereine im östlichen Erzgebirge gingen damit in Erfüllung. Der Pfarrer und Heimatforscher Friedrich Hermann Löscher aus Zwönitz hielt die Weiherede des noch heute als Berggaststätte genutzten Gebäudes.

## Triangulationssäule
Gleich neben der Bergbaude steht ein Pfeiler der Königlich-Sächsischen Triangulation. Es ist die Station Nr. 82. Er diente zur Landesvermessung im Jahre 1869, heute würde man ihn als Trigonometrischen Punkt (TP) bezeichnen. Zeitweise war das Gipfelkreuz darauf angebracht. Die verwitterte Beschriftung wurde wieder rekonstruiert.

## Bergbau
Am Westhang des Schwartenberges bildete ein von Nord-Nordost nach Süd-Südwest streichender Gang der kiesig-blendigen Bleierzformation die Grundlage für einen Bergbau, der sich bis ins 18. Jahrhundert zurückverfolgen lässt, insgesamt aber nur bescheidene Ausmaße erreichte. Der Bergbau ging auf Kupferkies, Silber, Zinnstein und Eisenrahm um. Den ältesten Hinweis auf Bergbauversuche gibt eine 1737 genannte Fundgrube, welche Schwardte genannt wurde. Dass der Bergbau noch älteren Ursprungs ist, ist anzunehmen, aber nicht belegbar. Der unergiebige Abbau wurde noch im Laufe des 18. Jahrhunderts wieder eingestellt. Leopold von Buch, der den Schwartenberg 1792 bestieg, berichtete: Etwas westlich von der Kuppe hat man ehedem mit Absinkung eines Schachtes einen Versuch auf einen Quarzgang gemacht, der nachher zu Bruche gegangen ist; und in den man nun durch eine Spalte frey hineingehen kann.
Im November 1871 erfolgte die Neuaufnahme von Erkundung und Abbau durch die Erzgebirgische Silber- und Zinn-Bergbau-Gesellschaft Saxonia sammt Morgenröthe Fundgrube zu Seiffen und Deutsch-Catharinenberg. Die Gesellschaft errichtete auf dem Schwartenberg ein Huthaus und gewältigte mit dem Kaiser-Wilhelm-Schacht einen 46 m tiefen Haspelschacht (Profil 2 × 1 m) auf. Die Erweiterung des Profils im Zusammenhang mit dem Ausbau als Fahr-, Kunst- und Treibeschacht musste 1874 wegen Geldmangel eingestellt werden. Insgesamt investierten die Geldgeber der Gesellschaft in den Kaiser-Wilhelm-Schacht und die Morgenröthe Fundgrube bei Deutschkatharinenberg zwischen 1871 und 1874 über 16.000,- Taler und zwischen 1875 und 1881 nochmals über 71.000,- Mark Zubuße, ohne einen Abbaugewinn zu erzielen. Die Erfolglosigkeit führte zur endgültigen Einstellung des Bergbaus am Schwartenberg, von dem heute aber noch Haldenreste zeugen.

## Aussicht
Aufgrund der freistehenden und zentralen Lage gewährt der Schwartenberg von seinem Gipfel eine weite und umfassende Rundsicht. Bereits der Geologe Leopold von Buch schrieb 1792: Die Aussicht von diesem Berge entspricht völlig der Erwartung die man davon macht. Die ganze paradiesische Gegend liegt zu den Füssen ausgebreitet…. Bei guten Bedingungen reicht der Blick in Richtung
- Norden: über Neuhausen/Erzgeb. mit Schloss Purschenstein und Sayda bis zur Augustusburg, zur Burg Frauenstein und der Halsbrücker Esse bei Freiberg,
- Nordosten: an Neuhausen vorbei über die Talsperre Rauschenbach und Cämmerswalde,
- Süden: die Waldflächen des Erzgebirgskammes um den Medvědí skála.
- Südwesten: über den Fichtelberg und Keilberg bis zum Auersberg, im Tal bis Seiffen.

Auf dem Gipfel informiert eine Kupferplatte über die sichtbaren Punkte und ihre Entfernungen.

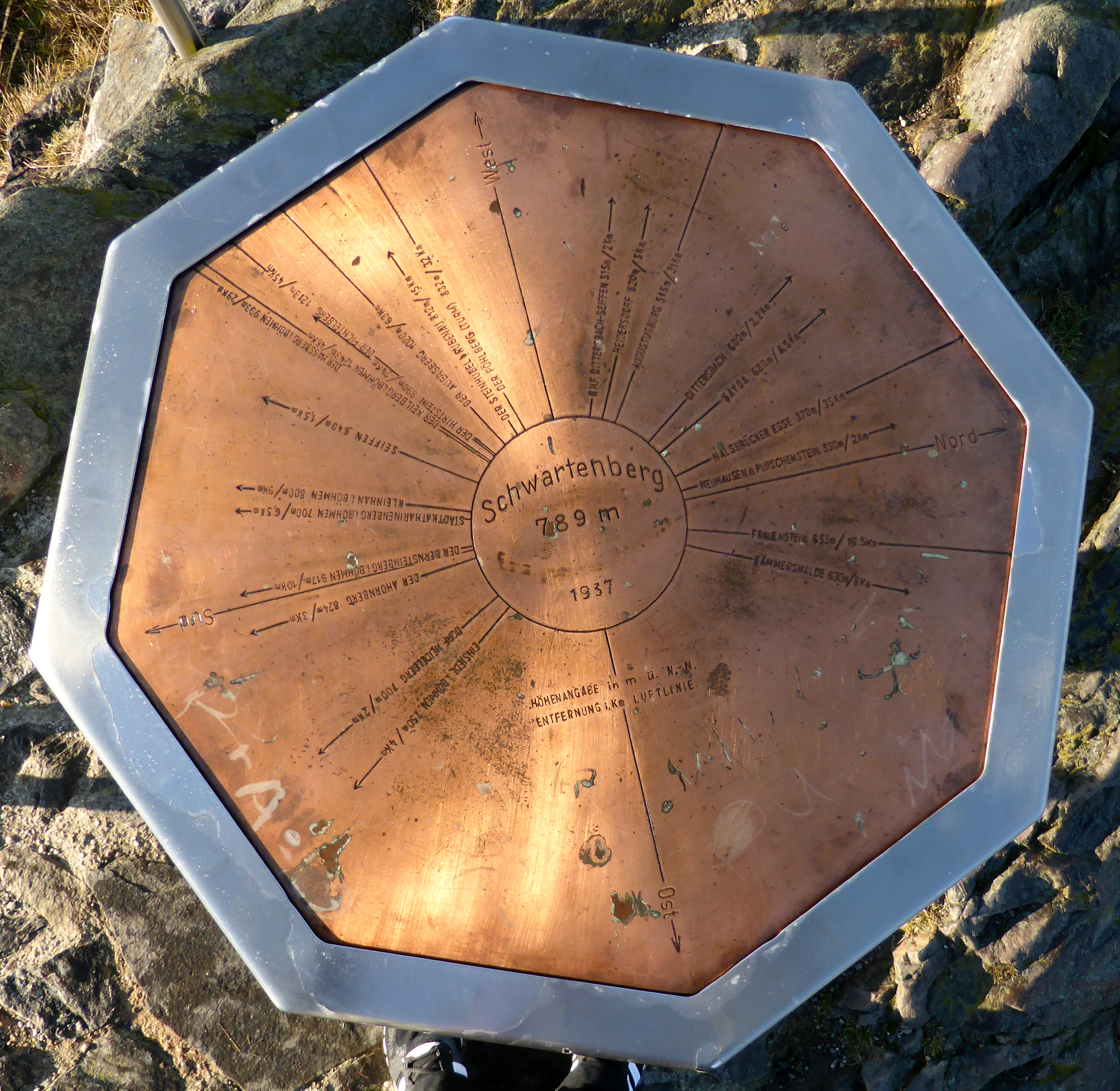
Orientierungstafel auf dem Gipfel
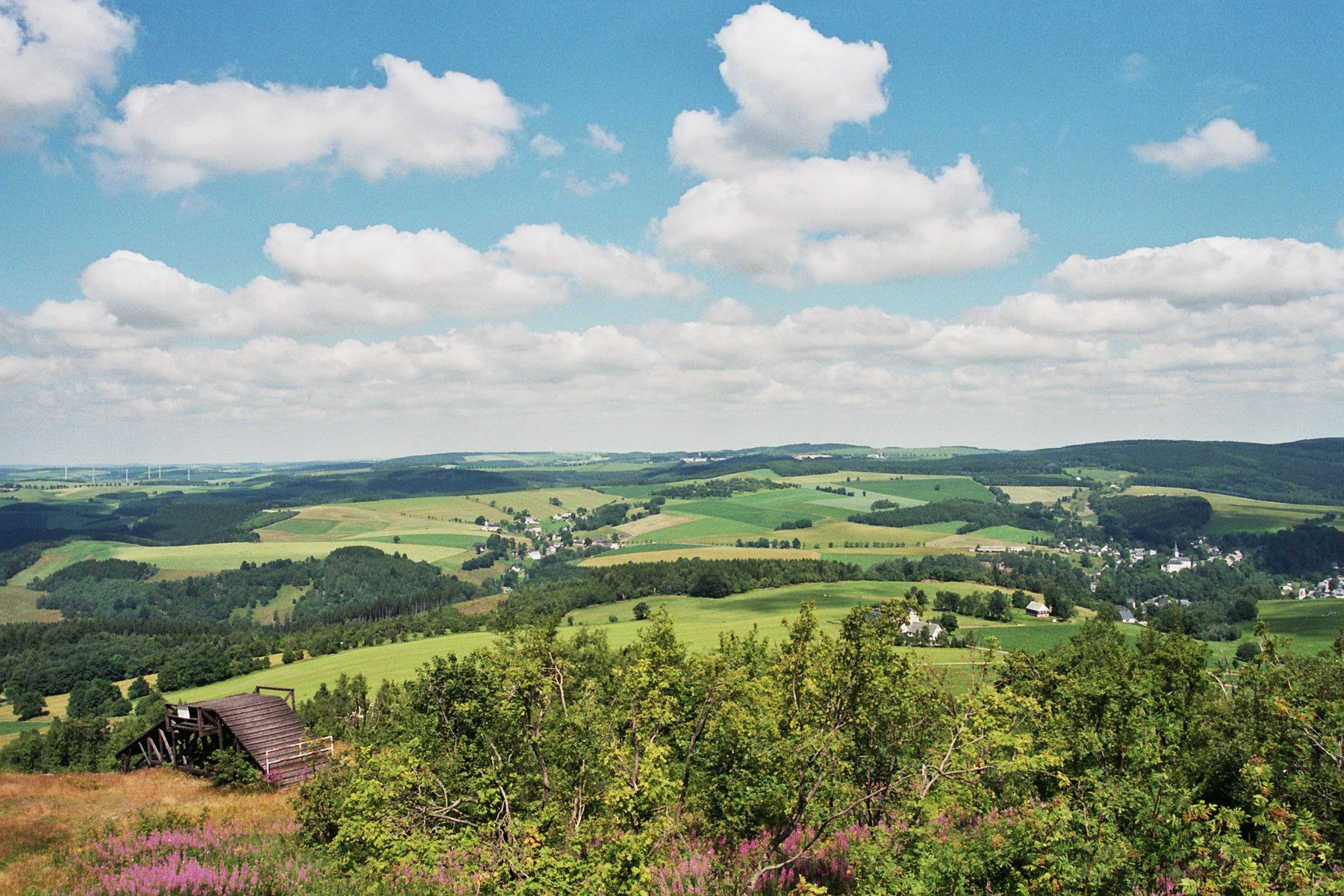
Blick vom Gipfel nach Nordwesten
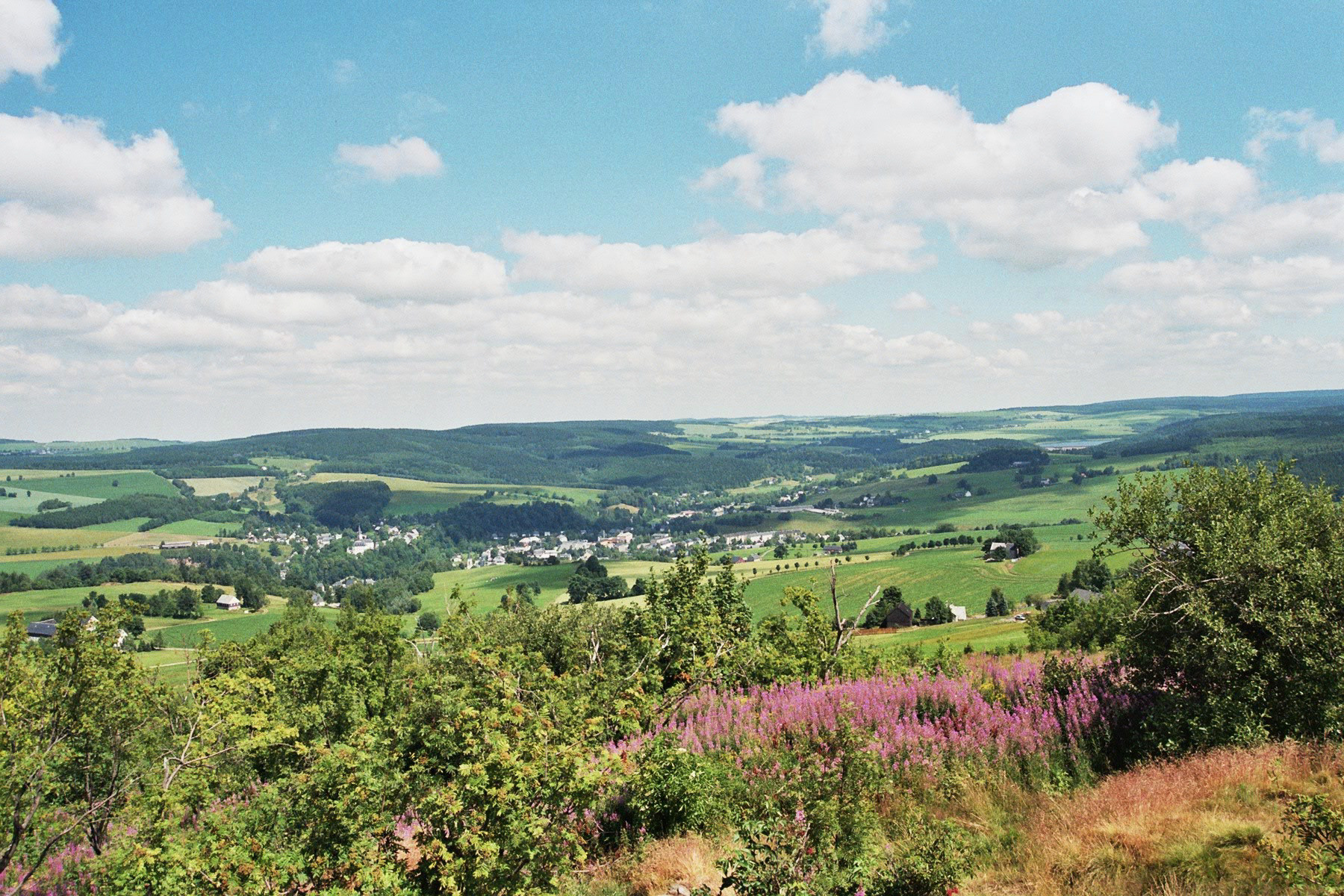
Blick nach Nordosten mit Neuhausen und der Talsperre Rauschenbach
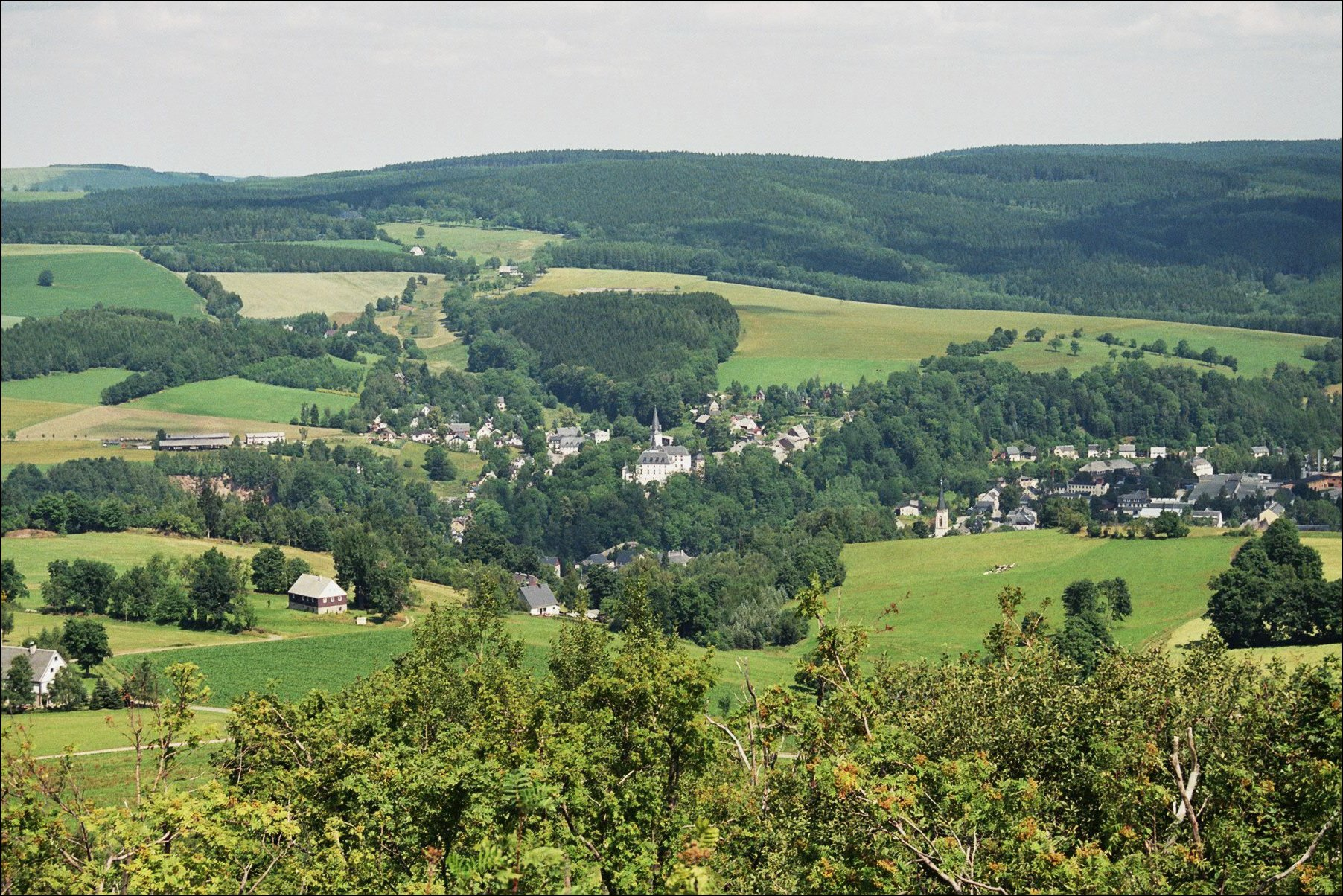
Blick nach Norden auf Neuhausen
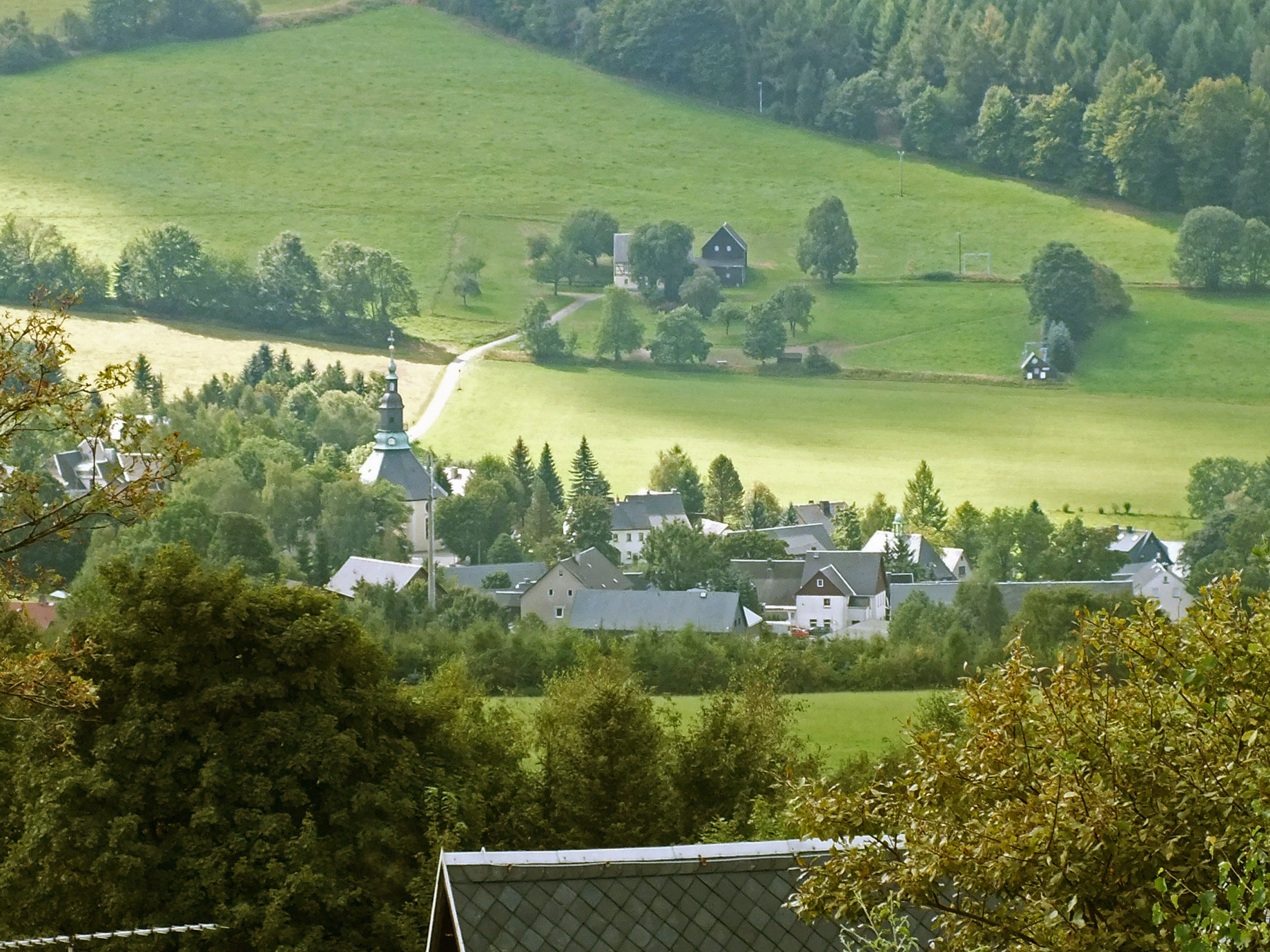
Blick nach Südosten auf Seiffen

## Routen zum Gipfel
Über den Schwartenberg führt der blau markierte nationale Fernwanderweg Zittau–Wernigerode, der in diesem Abschnitt ein Teilstück des Europäischen Fernwanderweges E3 ist.

## Galerie

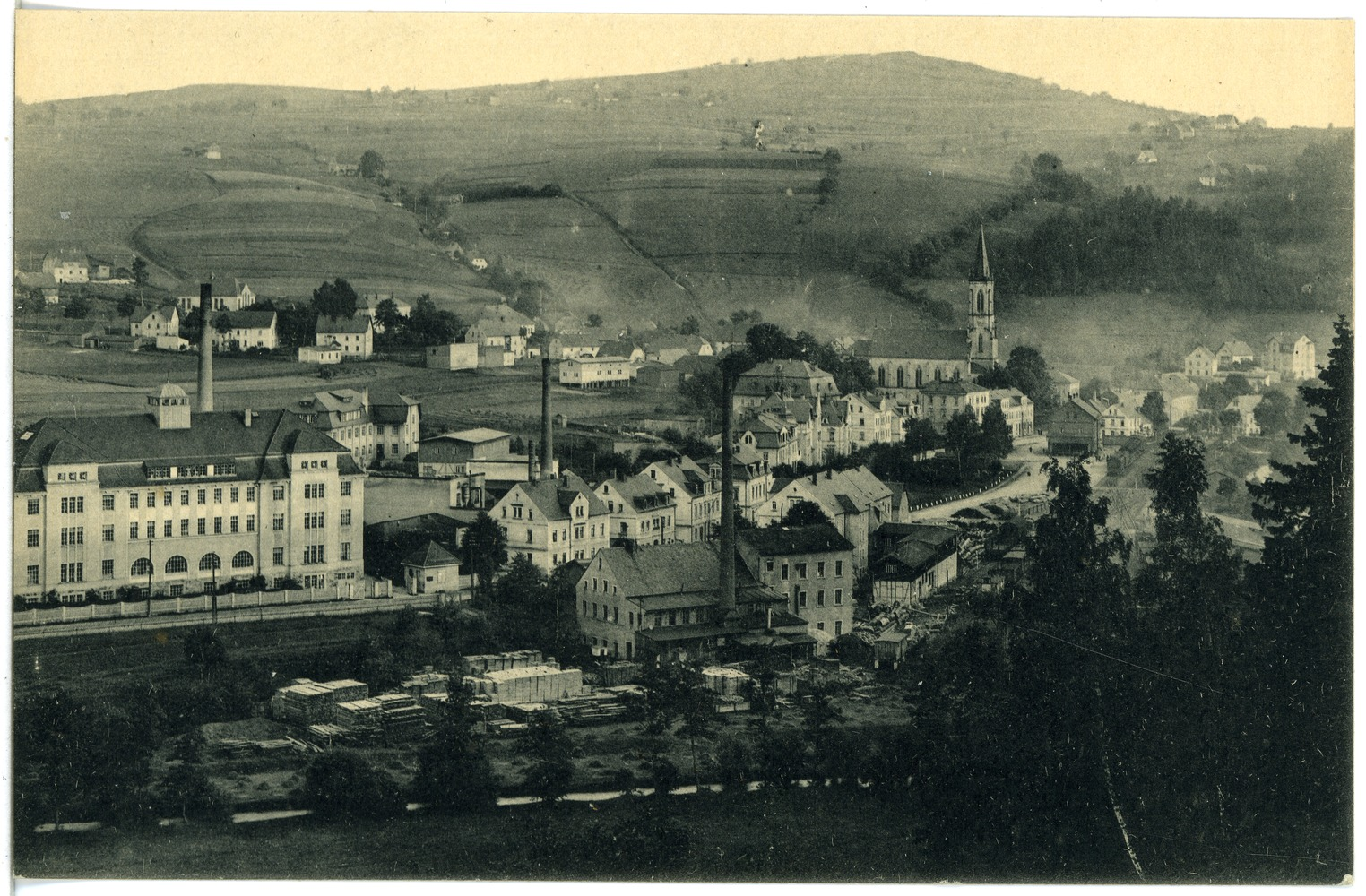
Blick über Neuhausen zum Schwartenberg (1919 vor Errichtung der markanten Bergbaude)
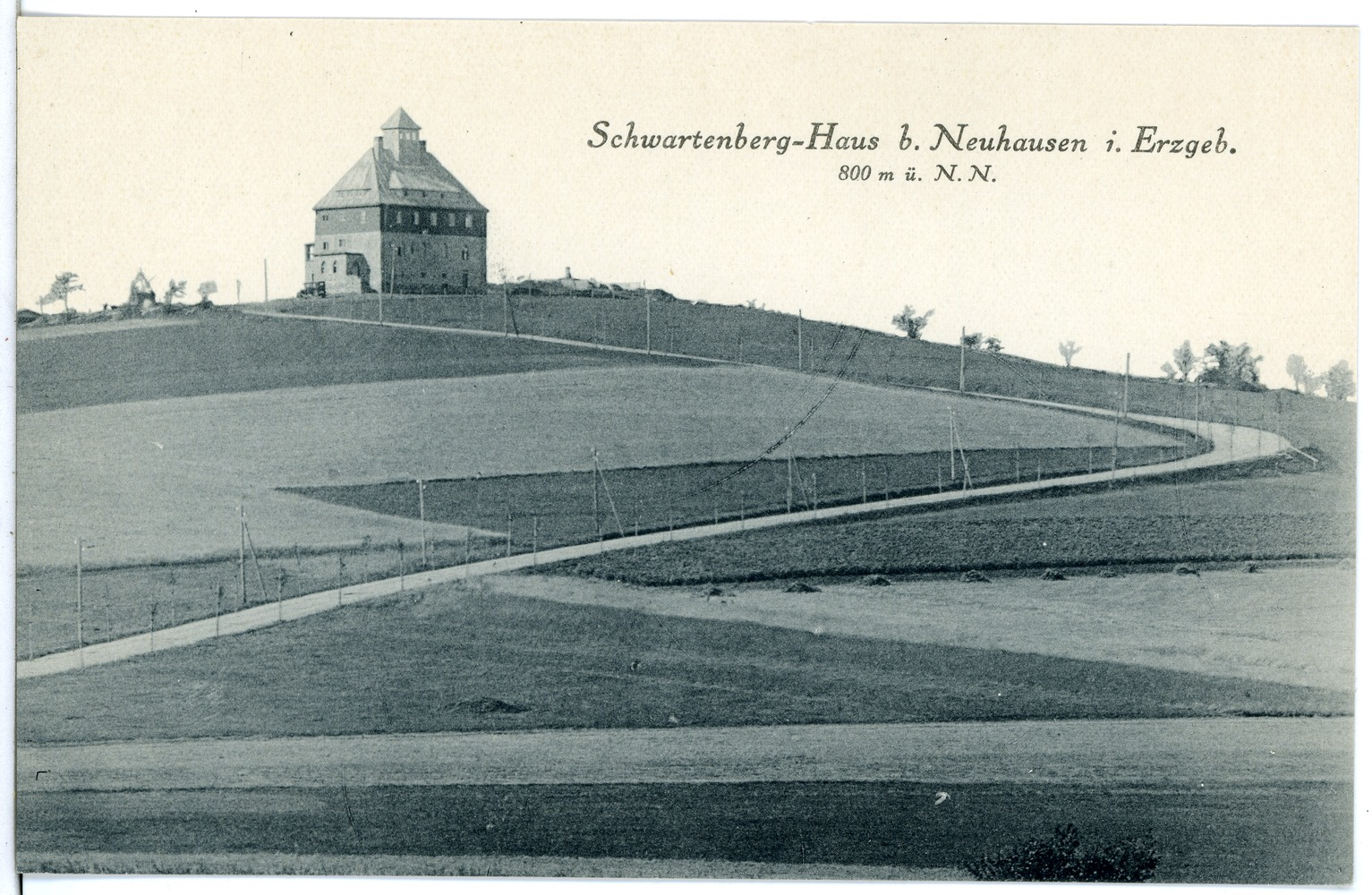
Neue Zufahrtsstraße und Bergbaude im Jahr der Eröffnung (1927)
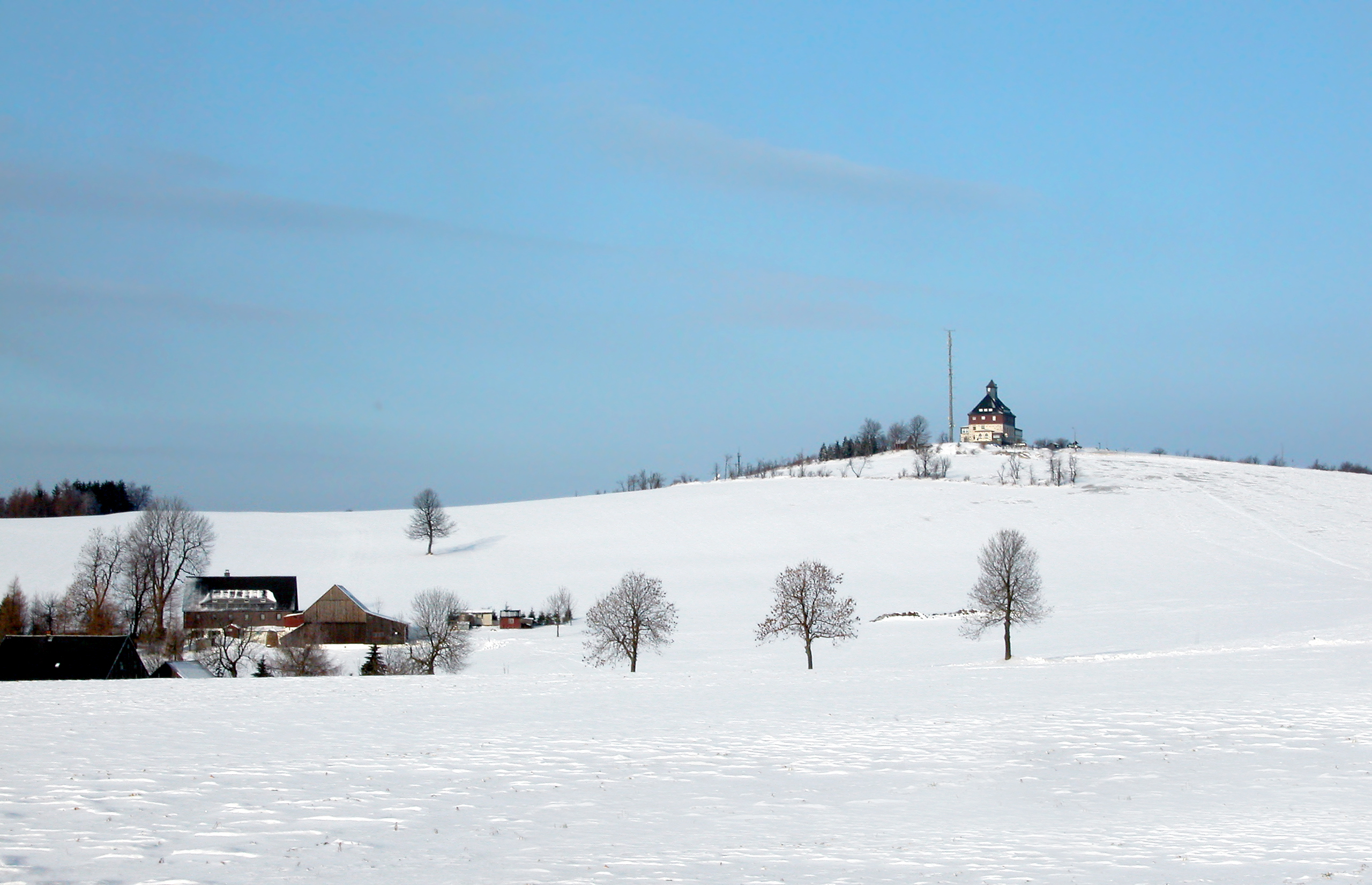
Ansicht des Berges von Südosten
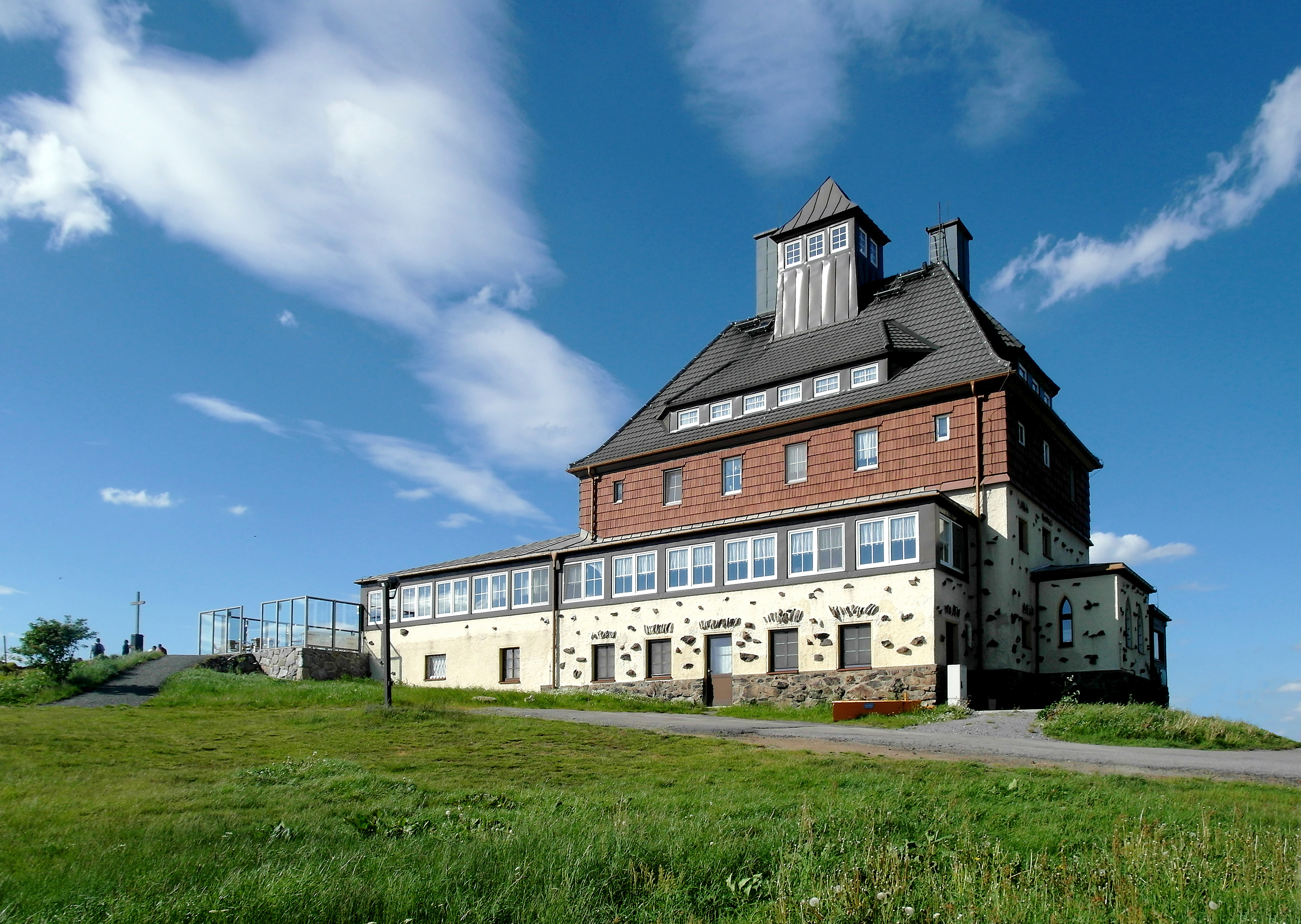
Ansicht der Bergbaude von Südwesten
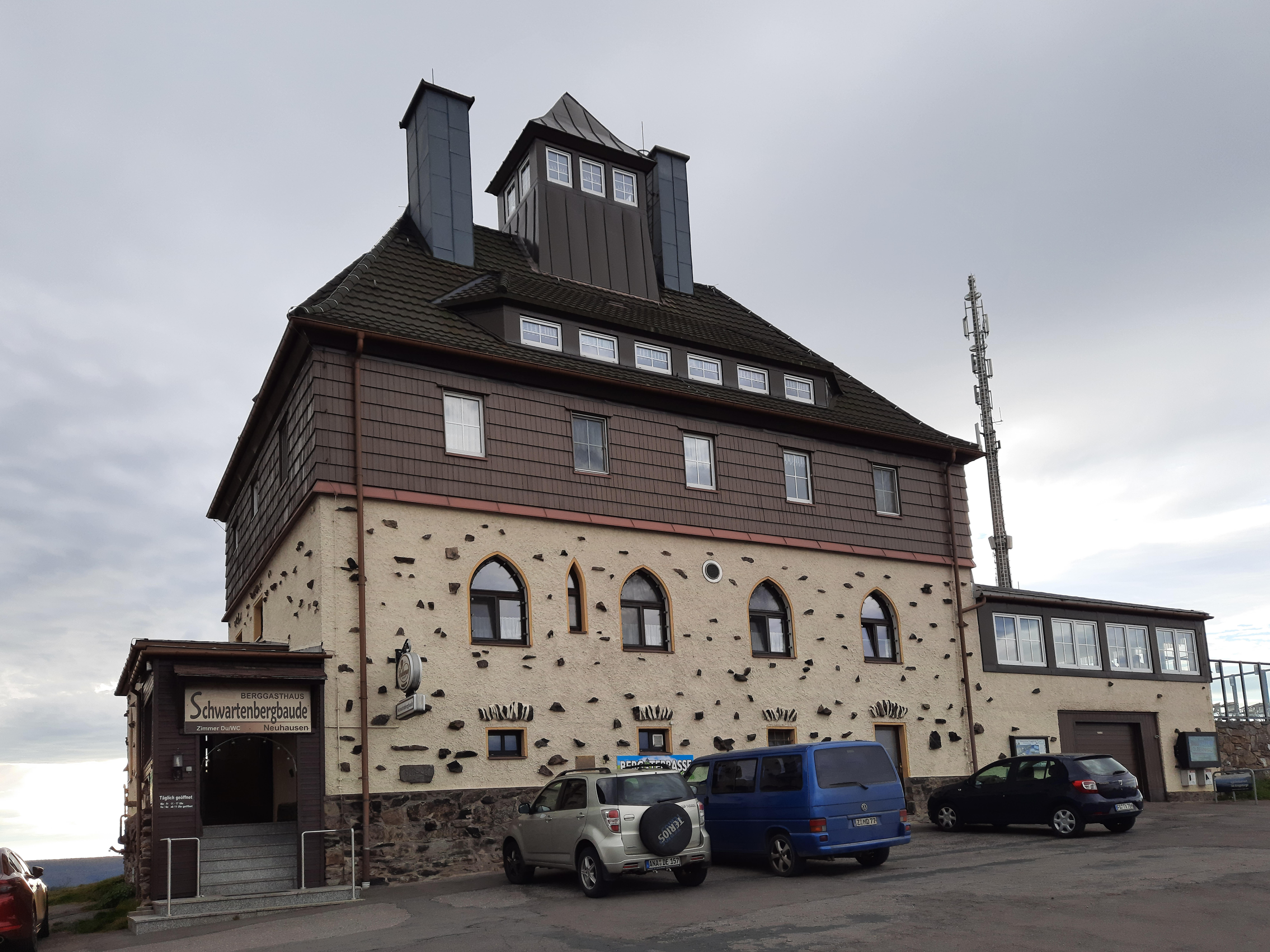
Ansicht der Bergbaude von Nordosten
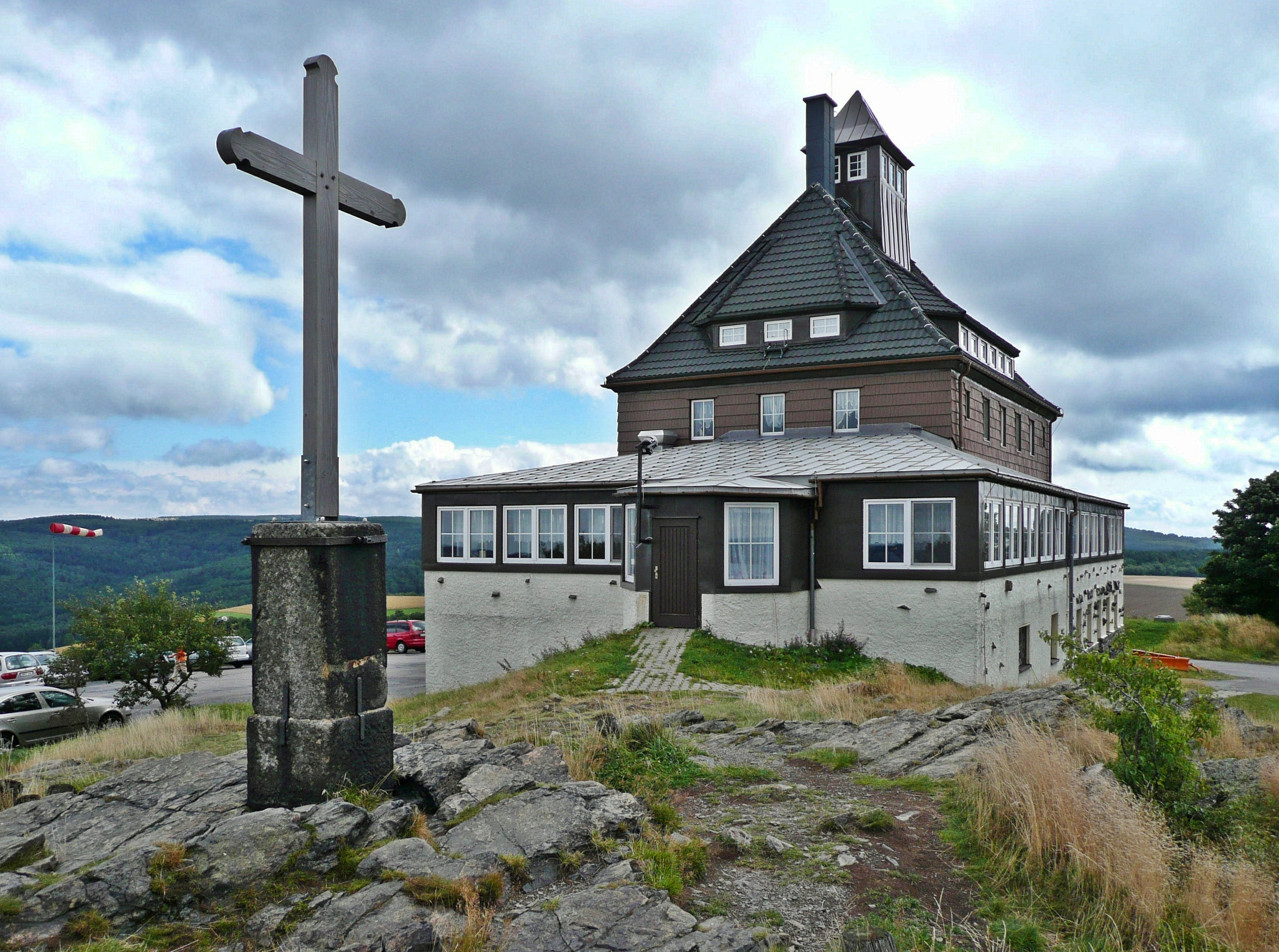
Gipfelbereich mit auf der Triangulationssäule montierten Gipfelkreuz (2008)
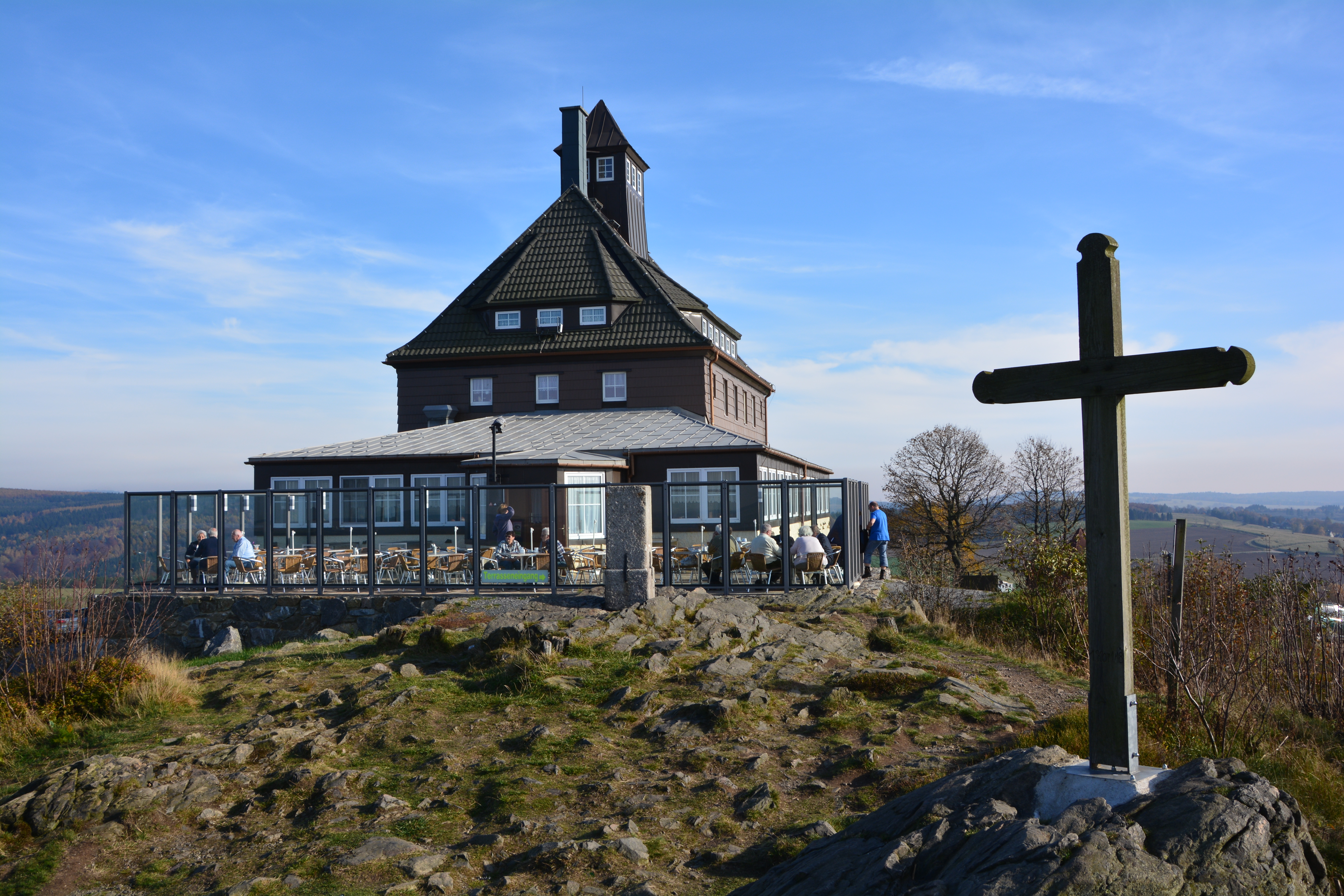
Gipfelbereich mit umgesetztem Gipfelkreuz (2017)
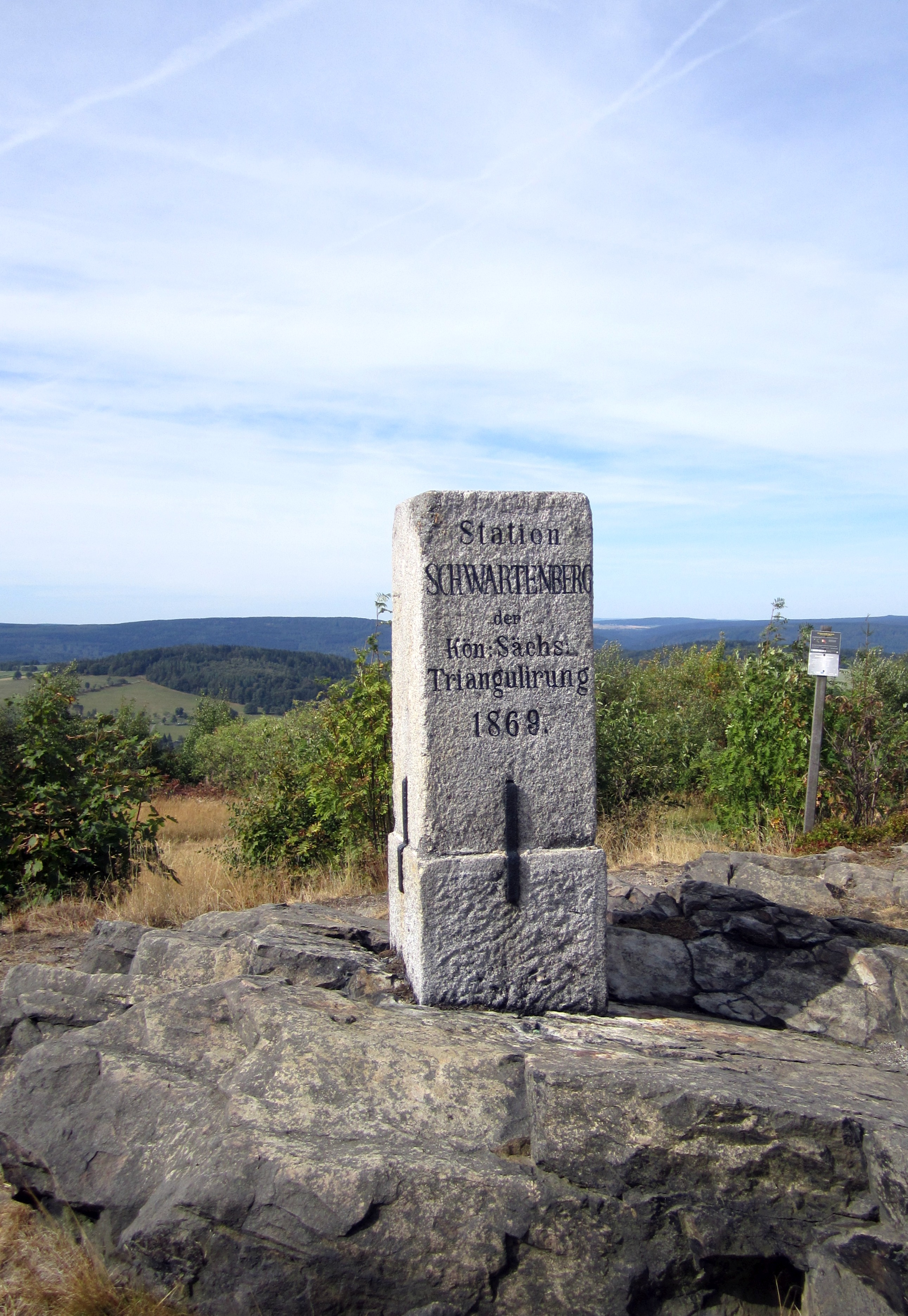
Triangulationssäule nach der Sanierung (2018)
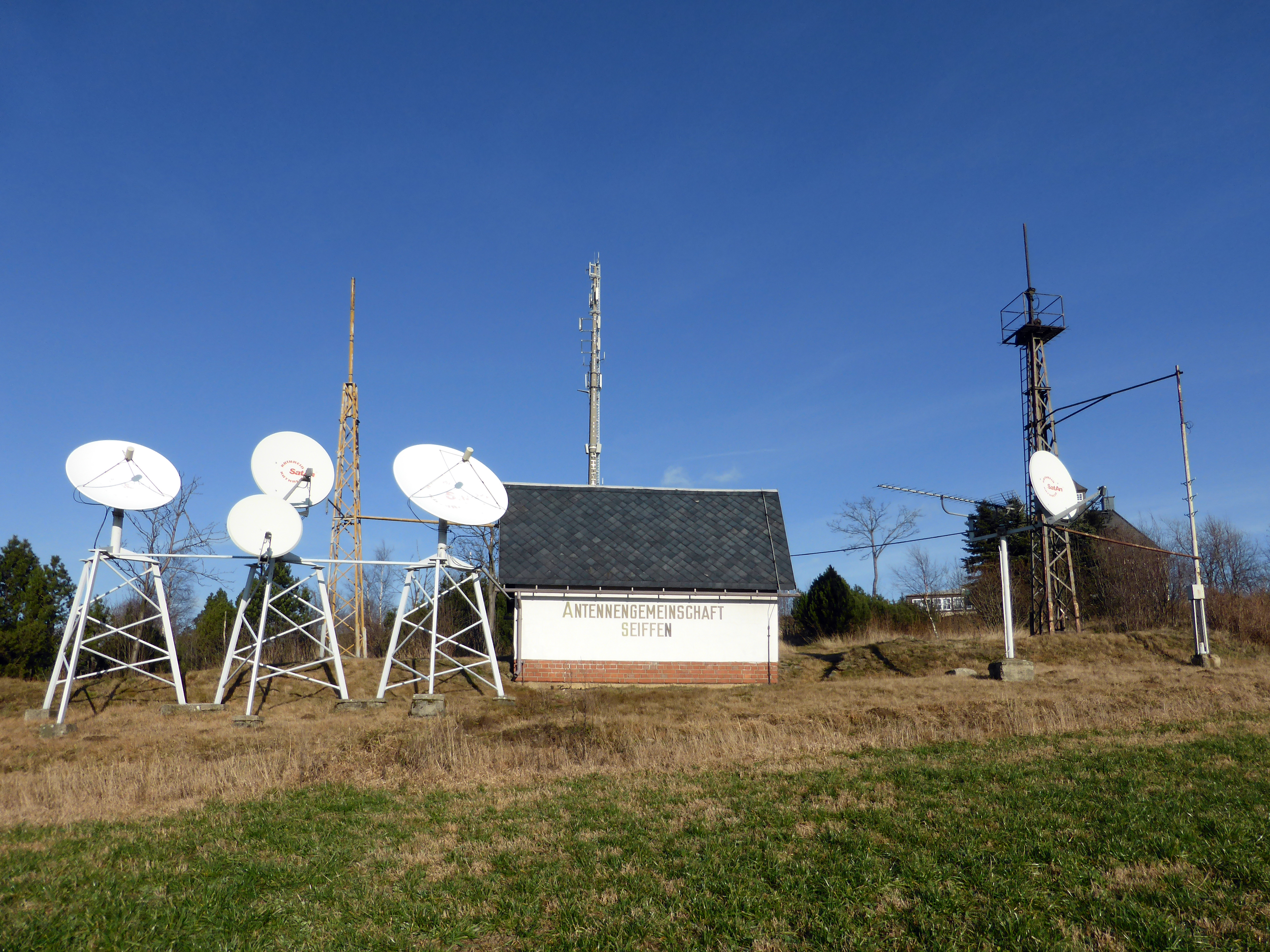
Antennenanlage auf der Südseite des Gipfels